# Polypoetes integra
Polypoetes integra är en fjärilsart som beskrevs av Erich Martin Hering 1925. Polypoetes integra ingår i släktet Polypoetes och familjen tandspinnare. Inga underarter finns listade i Catalogue of Life.